# Tipula (Pterelachisus) pieli
Tipula (Pterelachisus) pieli is een tweevleugelige uit de familie langpootmuggen (Tipulidae). De soort komt voor in het Palearctisch en Oriëntaals gebied.